# Jean de La Rochefoucauld (évêque)
Pour l’article homonyme, voir Jean Ier de La Rochefoucauld.
Jean de La Rochefoucault des princes de Marcillac, mort le 24 septembre 1538, est un évêque français. Il fut évêque de Mende entre 1533 et 1538. L'accession à l'évêché lui avait également conféré le titre de comte de Gévaudan, ce titre étant dévolu aux évêques de Mende, depuis l'acte de paréage signé en 1307 par le roi et Guillaume VI Durand. Il apparaît également sous le nom de Jean VI de La Rochefoucault, étant le sixième évêque de Mende à porter le prénom de Jean.

## Biographie
Il est issu de la maison de La Rochefoucauld, fils de François Ier de La Rochefoucault et de sa seconde épouse Barbe du Bois. Il était seigneur de Cellefrouin. Il devint abbé de Saint-Amant-de-Boixe en 1516.